# Охранное имя
Охранное (апотропеическое, защитное) имя — на Древней Руси было принято называть младенцев именами с отрицательным содержанием для защиты детей, отпугивания злых сил либо для обратного действия имени. Тот же смысл вкладывается в обычай ругать сдающих экзамен или желать охотнику «ни пуха, ни пера». Считалось, что Неустрой вырастет благополучным, Злоб добрым, а Голод всегда будет сытым и т. д.